# Ананьино (городской округ Клин)
Ананьино — деревня в Клинском районе Московской области, в составе Зубовского сельского поселения. Население — 5 чел. (2010). До 2006 года Ананьино входило в состав Зубовского сельского округа.
Деревня расположена в восточной части района, примерно в 13 км к востоку от райцентра Клин, на безымянном ручье, левом притоке реки Лутосня (правый приток Сестры), высота центра над уровнем моря 175 м. Ближайшие населённые пункты — Попелково, Григорьевское и Темново.

## Население
| 2002 | 2006 | 2010 |
| ---- | ---- | ---- |
| 4    | ↘2   | ↗5   |